# Bay Point (Kalifornien)
Bay Point ist eine US-amerikanische Stadt im Contra Costa County im US-Bundesstaat Kalifornien. Das U.S. Census Bureau hat bei der Volkszählung 2020 eine Einwohnerzahl von 23.896 auf einer Fläche von 24,1 km² ermittelt. Die Stadt befindet sich bei den geographischen Koordinaten 38,02° Nord, 121,91° West.